# Idioma tequistlateco
El tequistlateco es una lengua indígena extinta de Oaxaca hablada anteriormente por los tequistlecos. Debido a la influencia del trabajo clasificatorio de D. G. Brinton (1891) a veces se aplica indebidamente en nombre tequistleco al chontal de Oaxaca que junto con el tequistlateco forma la familia tequistlateco-chontal.

## Aspectos históricos, sociales y culturales

### Distribución geográfica
El tequistlateco se habló en el área de Tequistlan hasta al menos el primer tercio del siglo XX.

## Clasificación
El tequistlateco está claramente emparentado con las variedades de chontal de Oaxaca, habladas un poco más al sur a veces indebidamente llamadas también ("tequistlateco"). El tequistlateco propiamente dicho junto con el chontal de Oaxaca forman la familia tequistleco-chontal (a veces llamada simplemente tequistlateca). El tequistlateco propiamente dicho, descrito por Angulo y Freenlad (1925) parece ser un poco más cercana a la variedad de las tierras bajas que la de las tierras altas, aun cuando geográficamente los tequistlatecos vivían más lejos de la costa que de la sierra.
Fuera de ese parentesco claro, entre el chontal de Oaxaca y el tequistlateco, Oltrogge (1977) y Campbel (1979) han propuesto que las lenguas tequistlateco-chontales están emparentadas con el lenguas jicaque-tol de Honduras, aportando una buena cantidad de evidencia léxica compartida.
Otros autores han especulado con un parentesco lejano con las lenguas hokanas, aunque se han apartado muy pocos datos en favor de esta última hipótesis.

## Descripción lingüística
El tequistlateco fue brevemente descrito por el matrimonio Angulo y Freeland (1925). De las más de 200 palabras citadas por estos autores más de la mitad tienen cognados con el chontal oaxaqueño de las tierras altas y chontal oaxaqueño de las tierras bajas, en algunos casos las palabras son idénticas en las tres lenguas. Del resto, unas 25 palabras tienen cogandos solo en el chontal de las tierras bajas y 19 tienen cognados en el chontal de las tierras altas pero no en el de las tierras bajas. Otros once términos son similares en las dos variedades de chontal oaxaqueño y diferentes en tequistlateco. Y finalmente unas 20 palabras son diferentes en las tres lenguas.

### Fonología
El inventario consonántico incluye diferencias de glotalización (ʼ):
|                         |                         | Labial | Aveolar | Aveolar | Alveolar paltaliz. | Palatal | Palatal | Velar | Glotal |
| simple                  | afric.                  | Labial | simple  | afric.  | Alveolar paltaliz. |         |         | Velar | Glotal |
| ----------------------- | ----------------------- | ------ | ------- | ------- | ------------------ | ------- | ------- | ----- | ------ |
| obstruyente no-continua | obstruyente no-continua | p~b    | t (d)   |         | ty                 | ky      | ğ       | k (g) | ʔ      |
| Fricativa               | Fricativa               | f      | s~š     | s~š     | s~š                | s~š     | s~š     | x     | h      |
| Nasal                   | simple                  | m      | n       | n       | ny                 |         |         |       |        |
| Nasal                   | glotal.                 |        | nʼ      | nʼ      |                    |         |         |       |        |
| Vibrante                | Vibrante                |        | ɾ       | ɾ       |                    |         |         |       |        |
| Aproximante             | Aproximante             | w      | l       | l       | ly                 | y       | y       |       |        |
El inventario vocálico del tequistlateco contiene seis vocales /i, e, a, ã, o, u/.